# Onukigallia onukii
Onukigallia onukii är en insektsart som beskrevs av Matsumura 1912. Onukigallia onukii ingår i släktet Onukigallia och familjen dvärgstritar. Inga underarter finns listade i Catalogue of Life.